# Karbala FC
Karbala FC is een Iraakse voetbalclub uit de stad Karbala